# オオカミが出てきた日
『オオカミが出てきた日』（おおかみがでてきたひ）は、福山庸治によって1987年に発表された書下ろし漫画作品（発行:夢元社・発売:東京創元社）。後に映画化された。2004年にはフランスにおいてフランス語版も出されている。

## あらすじ
若手指揮者の高階泰平は、ある満月の日、恋人のナツコがいる山の別荘に出かけた。ところがそこで待ち受けていたのは満月の夜にタヌキ女（正確には狼女の幼児形態）に変身してしまったナツコの妹のかの子だった。更にナツコまでが狼女に変身して外へ飛び出してしまう。翌朝、泰平とかの子は姿を消したナツコを捜索に出かけるが、近所で発生した殺人事件に巻き込まれてしまい……。

## 映画版
1992年2月7日、にっかつによりビデオとして発売される。

### キャスト
- タイヘイ:川岸晋也
- ナツコ:秋山菜津子
- カノコ:越智静香
- 山崎一
- 大河内浩

### スタッフ
- 監督:堤ユキヒコ
- 企画:小林一如（にっかつ）
- エクゼクティブ・プロデューサー:佐藤光夫
- 脚本:菊原共基
- 音楽:辻陽
- 特殊メイク:佐和一弘

## 書誌データ
- 『オオカミが出てきた日』（1987年、夢元社 ISBN 4-89584-007-7）
- 『オオカミが出てきた日 福山庸治選集 5』（1995年、弓立社 ISBN 4-89667-565-7）